# Stadion przy Drodze Dębińskiej
Stadion przy Drodze Dębińskiej (potocznie nazywany Ogródkiem) – stadion piłkarski, zlokalizowany przy ulicy Droga Dębińska 12 na poznańskich Łęgach Dębińskich, na osiedlu samorządowym Wilda. 

## Charakterystyka
Stanowi własność miasta Poznania i jest użytkowany przez klub Warta Poznań. Jego trybuny mają 2813 miejsc siedzących.
Obiekt służy Warcie od momentu, gdy w roku 1998 władze Poznania sprzedały zdewastowany Stadion im. Edmunda Szyca, na którym wcześniej piłkarze rozgrywali większość swych domowych spotkań. Obiekt posiada podgrzewaną murawę, a w maju 2020 zostało zainstalowane sztuczne oświetlenie.
Przez dwa sezony, w roli gospodarza, ze stadionu korzystała również pierwszoligowa drużyna żeńska Atena Poznań, która do 2000 roku była sekcją KS Warta.